# Лале ли си, зюмбюл ли си
„Лале ли си, зюмбюл ли си“ е харесвана в цяла България, но най-вече в добруджанската фолклорна област.
Народната певица Верка Сидерова казва за песента „Лале ли си, зюмбюл ли си?“, че се предавана от поколение на поколение в семейството и. Тя решава спонтанно да я изпее на концерт на „Ансамбъла за народни песни и танци“, където запленява и разчувства цялата публика. Веднага след това Филип Кутев я уговаря да запише песента и иска тя да влезе в репертоара и. Изпълнявала я е както в България, така и в чужбина.

## Оригинален текст
Лале ли си, зюмбюл ли си
Що побърза млад челеби, та заспа,

та не виде какво чудо помина,

лале ли си, зюмбюл ли си, гюл ли си!

Поминаха дор три млади уфчеря:

първи носи шаро агне да коли,

втори носи руйно вино да пият,

трети носи медян кавал да свири.

Че минаха дор три моми хубави:

първа носи аршин бяла коприна,

втора носи пъстра хурка да преде,

третя носи шарен гергеф да шие.

Събуди се, разсъни се, челеби,

че да дойдеш на тяхната седянка!

## Неизпълняван текст, споредПетър Бонев
Лале ли си, зюмбюл ли си
Защо побърза, та заспа, млад челеби,

та не виде какво чудо помина.

Поминая дор три красни моми

първа носи хубост на село,

втора носи хубост на земя,

трета носи хубост на небе.

Лале ли си, зюмбюл ли си, гюл ли си.